# Манасбаев, Нурбай
Нурба́й Манасба́ев (1883, Аулиеатинский уезд, Сырдарьинская область, Туркестанский край, Российская империя — неизвестно, Джамбулская область, Казахская ССР) — старший чабан колхоза «Кара-Су» Меркенского района Джамбулской области, Казахская ССР. Герой Социалистического Труда (1948).

## Биография
Родился в 1883 году в крестьянской семье в одном из сельских населённых пунктов Аулиеатинского уезда. С раннего возраста трудился в сельском хозяйстве. Во время коллективизации вступил в 1930 году в сельскохозяйственную артель «Кара-Су» (позднее — одноимённый колхоз, овцесовхоз «Таттинский») Меркенского района. Трудился чабаном, старшим чабаном.
В 1947 году вырастил 490 ягнят от 400 курдючных овцематок. Средний вес к отбивке каждого ягнёнка составил 40 килограммов. Указом Президиума Верховного Совета СССР от 23 июля 1948 года удостоен звания Героя Социалистического Труда за «получение высокой продуктивности животноводства в 1947 году при выполнении колхозом обязательных поставок сельскохозяйственных продуктов и плана развития животноводства» с вручением ордена Ленина и золотой медали «Серп и Молот» (№ 2503).
Этим же Указом званием Героя Социалистического Труда был награждён чабан колхоза «Кара-Су» Байжунус Кукебаев.
В последующие годы показывал высокие трудовые результаты в овцеводстве, выращивая ежегодно в среднем по 120—125 ягнят от каждой сотни овцематок.
Трудился в колхозе «Кара-Су» (после реорганизации — овцесовхоз «Таттинский») Меркенского района до выхода на пенсию в 1952 году. Проживал в Джамбулской области. Дата смерти не установлена.